# Warren Moon
Pour les articles homonymes, voir Moon.
Pro Football Hall of Fame 2006
(en) Statistiques sur pro-football-reference
(en) Statistiques sur statscrew
Warren Moon est un joueur américain de football américain et de football canadien, né le 18 novembre 1956 à Los Angeles, qui évoluait au poste de quarterback (quart-arrière). Il a joué 23 saisons au niveau professionnel, notamment avec les Eskimos d'Edmonton de la Ligue canadienne de football (LCF) et les Oilers de Houston dans la National Football League (NFL).
Après avoir joué au niveau universitaire pour les Huskies de Washington, il n'est pas sélectionné lors de la draft de la NFL. Il se tourne donc vers le football canadien et la Ligue canadienne de football en rejoignant les Eskimos d'Edmonton. Son passage dans la LCF est une réussite et il remporte cinq titres consécutifs de la Coupe Grey ainsi que le titre de joueur par excellence en 1983. Après cette saison, il attire l'attention des équipes de la NFL et signe avec les Oilers de Houston.
Ses premières saisons avec les Oilers sont difficiles, mais il parvient à s'adapter au jeu de la NFL et devient un des quarterbacks les plus performants de la ligue au début des années 1990. Malgré ses performances individuelles, il échoue à mener les Oilers au Super Bowl. Il rejoint par la suite les Vikings du Minnesota puis les Seahawks de Seattle. Il joue ses deux dernières saisons avec les Chiefs de Kansas City comme remplaçant avant de se retirer.
Il est admis au Pro Football Hall of Fame en 2006 et devient le premier quarterback afro-américain ainsi que le premier quarterback non sélectionné à la draft de la NFL à y être introduit. Il a la particularité d'être le seul joueur admis à la fois au Temple de la renommée du football canadien et au Pro Football Hall of Fame.

## Carrière

### Universitaire
Il effectua sa carrière universitaire avec les Huskies de Washington.

### LCF
N’ayant pas été repêché par les franchises de NFL, Moon fit six saisons avec les Eskimos d'Edmonton de la Ligue canadienne de football. Il remporta cinq fois la coupe Grey de 1978 à 1982.
Warren Moon a cumulé 21 228 verges (yards) à la passe pour 144 touchés (touchdown) et 57,4 % de passes complétées.

### NFL
Il fit ses débuts dans la NFL en 1984 avec les Oilers de Houston. Il a dépassé les 4 000 yards la passe par saison en 1990 et 1991, un des trois quarterbacks à avoir réussi cette performance. En 1991, il établit un record NFL avec 404 passes complétées sur 655 tentées.
Lors de ses deux premières saisons avec les Vikings du Minnesota, Moon a dépassé les 4 200 yards à la passe par saison.
Warren Moon a disputé 208 matchs de NFL, il a cumulé 49 325 yards à la passe pour 291 touchdowns, 58,4 % de passes complétées et 1 736 yards à la course, marquant lui-même 22 touchdowns.

## Statistiques
| Année                    | Équipe                   | MJ                       |         | Passes   | Passes | Passes | Passes | Passes | Passes | Passes  |       | Courses | Courses | Courses | Courses |
| Année                    | Équipe                   | MJ                       | Tentées | Réussies | Pct.   | Yards  | TD     | Int.   | Éval.  | Tentées | Yards | Moy.    | TD      |         |         |
| 1978                     | Eskimos d'Edmonton       | 15                       | 173     | 89       | 51,4   | 1 112  | 5      | 7      | 64,5   | 30      | 114   | 3,8     | 1       |         |         |
| 1979                     | Eskimos d'Edmonton       | 16                       | 274     | 149      | 54,4   | 2 382  | 20     | 12     | 89,7   | 56      | 156   | 2,7     | 2       |         |         |
| 1980                     | Eskimos d'Edmonton       | 16                       | 331     | 181      | 54,7   | 3 127  | 25     | 11     | 98,3   | 55      | 352   | 6,4     | 1       |         |         |
| 1981                     | Eskimos d'Edmonton       | 15                       | 378     | 237      | 62,7   | 3 959  | 27     | 12     | 108,6  | 50      | 298   | 6       | 3       |         |         |
| 1982                     | Eskimos d'Edmonton       | 16                       | 562     | 333      | 59,2   | 5 000  | 36     | 16     | 98     | 54      | 259   | 4,8     | 4       |         |         |
| 1983                     | Eskimos d'Edmonton       | 16                       | 664     | 380      | 57,2   | 5 648  | 31     | 19     | 88,9   | 95      | 527   | 6,2     | 3       |         |         |
|                          |                          |                          |         |          |        |        |        |        |        |         |       |         |         |         |         |
| 1984                     | Oilers de Houston        | 16                       | 450     | 259      | 57,6   | 3 338  | 12     | 14     | 76,9   | 58      | 211   | 3,6     | 1       |         |         |
| 1985                     | Oilers de Houston        | 14                       | 377     | 200      | 53,1   | 2 709  | 15     | 19     | 68,5   | 39      | 130   | 3,3     | 0       |         |         |
| 1986                     | Oilers de Houston        | 15                       | 488     | 256      | 52,5   | 3 489  | 13     | 26     | 62,3   | 42      | 157   | 3,7     | 2       |         |         |
| 1987                     | Oilers de Houston        | 12                       | 368     | 184      | 50     | 2 806  | 21     | 18     | 74,2   | 34      | 112   | 3,3     | 3       |         |         |
| 1988                     | Oilers de Houston        | 11                       | 294     | 160      | 54,4   | 2 327  | 17     | 8      | 88,4   | 33      | 88    | 3,6     | 5       |         |         |
| 1989                     | Oilers de Houston        | 16                       | 464     | 280      | 60,3   | 3 631  | 23     | 14     | 88,9   | 70      | 268   | 3,8     | 4       |         |         |
| 1990                     | Oilers de Houston        | 15                       | 584     | 362      | 62     | 4 689  | 33     | 13     | 96,8   | 55      | 215   | 3,9     | 2       |         |         |
| 1991                     | Oilers de Houston        | 16                       | 655     | 404      | 61,7   | 4 690  | 23     | 21     | 81,7   | 33      | 68    | 2,1     | 2       |         |         |
| 1992                     | Oilers de Houston        | 11                       | 346     | 224      | 64,7   | 2 521  | 18     | 12     | 89,3   | 27      | 147   | 5,4     | 1       |         |         |
| 1993                     | Oilers de Houston        | 15                       | 520     | 303      | 58,3   | 3 485  | 21     | 21     | 75,2   | 48      | 145   | 3       | 1       |         |         |
| 1994                     | Vikings du Minnesota     | 15                       | 601     | 371      | 61,7   | 4 264  | 18     | 19     | 79,9   | 27      | 55    | 2       | 0       |         |         |
| 1995                     | Vikings du Minnesota     | 16                       | 606     | 377      | 62,2   | 4 228  | 33     | 14     | 91,5   | 33      | 82    | 2,5     | 0       |         |         |
| 1996                     | Vikings du Minnesota     | 8                        | 247     | 134      | 54,3   | 1 610  | 7      | 9      | 68,7   | 9       | 6     | 0,7     | 0       |         |         |
| 1997                     | Seahawks de Seattle      | 15                       | 528     | 313      | 59,3   | 3 678  | 25     | 16     | 83,7   | 17      | 40    | 2,4     | 1       |         |         |
| 1998                     | Seahawks de Seattle      | 10                       | 258     | 145      | 56,2   | 1 632  | 11     | 8      | 76,6   | 16      | 10    | 0,6     | 0       |         |         |
| 1999                     | Chiefs de Kansas City    | 1                        | 3       | 1        | 33,3   | 20     | 0      | 0      | 57,6   | -       | -     | -       | -       |         |         |
| 2000                     | Chiefs de Kansas City    | 2                        | 34      | 15       | 44,1   | 208    | 1      | 1      | 61,9   | 1       | 2     | 2       | 0       |         |         |
| Totaux en carrière (LCF) | Totaux en carrière (LCF) | Totaux en carrière (LCF) | 2 382   | 1 369    | 57,5   | 21 228 | 144    | 77     | 93,8   | 340     | 1 706 | 5       | 14      |         |         |
| Totaux en carrière (NFL) | Totaux en carrière (NFL) | Totaux en carrière (NFL) | 6 823   | 3 988    | 58,4   | 49 325 | 291    | 233    | 80,9   | 543     | 1 736 | 3,2     | 22      |         |         |

## Palmarès

### Universitaire
- Vainqueur du Rose Bowl en 1978, et MVP (meilleur joueur).

### LCF
- Meilleur quart-arrière pour les verges gagnées par la passe : 1982, 1983[1]
- Plus grand nombre de passes de touché : 1979, 1982, 1983
- membre de l'équipe championne de la coupe Grey : 1978, 1979, 1980, 1981, 1982
- Meilleur joueur du match de la coupe Grey : 1980, 1982
- Joueur par excellence de la Ligue canadienne de football : 1983
- Trophée Jeff-Nicklin (meilleur joueur de la division Ouest) : 1983
- Choisi sur l'équipe d'étoiles de la LCF : 1983
- Intronisé au Temple de la renommée du football canadien : 2001

### NFL
- Pro Bowl :  1988, 1989, 1990, 1991, 1992, 1993, 1994, 1995, 1997